# Song Renzong
Song Renzong (ur. 30 maja 1010, zm. 30 kwietnia 1063 w Kaifeng; wg chińskiego kalendarza: ur. 14 kwietnia 1010, trzeciego roku ery Dazhongxiangfu, 大中祥符三年, zm. 29 marca 1063, ósmego roku ery Jiayou, 嘉祐八年), imię osobiste Zhao Zhen – czwarty cesarz z dynastii Song. Panował około 41 lat, od 1022 r. do śmierci w 1063 r., najdłużej w historii dynastii Song. Był szóstym synem poprzedniego cesarza, Zhenzonga, a jego następcą z racji przedwczesnej śmierci synów, został Zhao Shu, syn kuzyna, panujący jako Yingzong. Jego oryginalne imię to Zhen Shouyi, lecz zostało zmienione dekretem z 1018 na Zhao Zhen, znaczące „pomyślny”.

## Panowanie
Ojciec przyszłego cesarza, Zhenzong, zmarł w 1022 r., a Zhao Zhen został nowym władcą w wieku zaledwie 12 lat. W jego imieniu rządziła odtąd cesarzowa-wdowa Liu, jego macocha. W 1027 r. osiągnął właściwy wiek, aby objąć osobiste rządy, ale regentka odmówiła, panując do śmierci w 1033 r. Renzong nie jest powszechnie znanym chińskim cesarzem. W czasie jego rządów dynastia Song osiągnęła szczyt swych wpływów i siły, ale był to także początek trwającej półtora stulecia dezintegracji.
Jednym z wyjaśnień osłabienia cesarstwa jest hipoteza, iż stała za tym polityka zagraniczna Songów, oparta na pacyfizmie i osłabiająca siły zbrojne. Tanguckie państwo Zachodniego Xia, prowadząc na małą skalę wojny z Songami u chińskich granic, sprzyjało pogorszeniu sytuacji Chin. W 1038 r. tangucki wódz Li Yuanhao ogłosił się cesarzem cesarstwa Da Xia i zażądał od chińskiego władcy uznania, iż stoi na równi z nim. Dwór chiński uznał Li Yuanhao za „gubernatora”, lecz nie za „cesarza”, tytułu zarezerwowanego dla monarchów Song. W wyniku dyplomatycznych rozmów państwo tanguckie zaakceptowało uznanie władcy Song jako cesarza w zamian za coroczne podarki, co spowodowało milczące uznanie przez Songów potęgi militarnej Xixia. Gdy Renzong objął osobiste rządy, wydał dekrety mające służyć wzmocnieniu armii, wręczył też ogromnej kwoty łapówki dla wrogów Xixia, kitańskiego Liao, w nadziei, iż zapewni to Chinom bezpieczeństwo. Miało to jednak swoją cenę, gdyż podatki znacznie wzrosły, a ludność wiejska żyła w ustawicznej nędzy, co wywoływało bunty w kraju i załamanie się władzy.
Jednakże według Historii Song cesarz Renzong był władcą uważanym za miłosiernego, skromnego, łagodnego i oszczędnego, a także za rzadko dającego upust emocjom. Znana ludowa opowieść mówiła, że władca pewnej nocy poczuł głód i zapragnął zjeść baraninę. Gdy sługa miał wydać rozkaz przygotowania jej kucharzowi, monarcha powstrzymał go, wyjaśniając, iż jeśli odtąd kucharz będzie przyrządzać baraninę, doprowadzi do to marnotrawstwa i stąd cesarz wolał być głodny, niż marnować jedzenie. Władca przykazał ministrom być ostrożnymi w wydawaniu wyroków śmierci, a jeśli wyższy urzędnik skazałby na śmierć niewinną osobę, nigdy nie miał być awansowany. Cesarz odrzekł pewnego razu do bliskich sobie ministrów: „Nigdy nie użyłem słowa 'śmierć' do zbesztania kogoś, jak odważyłbym się nadużywać wydawania wyroków śmierci?”
Renzong był pierwszym władcą z dynastii Song, który zasiadł na tronie jako dziecko. Młody cesarz i jego ministrowie kierowali się w rządzeniu krajem zasadami, które określił Renzong w 1034 r. mianem Rodzinnych instrukcji [danych od] przodków, opierające się na regulacjach i zakazach, które miały wyeliminować nieprawidłowości z okresu regencji Liu. Instrukcje zawierały podstawowe metody rządzenia i podejmowania politycznych decyzji. Dwór cesarski był pod znacznym wpływem młodszego pokolenia urzędników, grupujących się w fakcjach (朋黨- pengdang). Współdziałanie i konflikty między fakcjami stały się kluczową cechą dalszego biegu życia politycznego w czasie dynastii Song. Urzędnicy prezentowali swe przemyślenia polityczne w postaci precedensów- (故事-gushi), które odwoływały się do przeszłości w celu uzasadniania rządzenia w czasach obecnych. Po śmierci regentki, cesarzowej Liu, charakterystyczny był konflikt starszych ministrów skupionych wokół wspieranego wcześniej przez regentkę wpływowego Lü Yijiana, z młodszymi reformatorami cieszącymi się wsparciem Renzonga.
W czasach panowania cesarza Renzonga kultura okresu Song zaczęła rozkwitać, dotyczy to zwłaszcza literatury. Wieli wybitnych twórców rozpoczęło wówczas swe kariery pisarskie, m.in. Fan Zhongyan, Ouyang Xiu i Mei Yaochen. W drugim roku ery Jiayou cesarskie egzaminy umożliwiły rekrutację studentom, którzy następnie zyskali rozgłos w całych Chinach. Wśród nich byli Su Xun, Su Shi, Su Zhe i Zeng Gong. Stali się oni czołowymi literatami w chińskiej historii i rozpoczęli nową erę w dziejach literatury chińskiej.
Cesarz Renzong podniósł potomków Konfucjusza w 46-tym pokoleniu do rangi Księcia Yansheng. Poprzednio byli oni możnymi niższej rangi.
Za panowania tego władcy, chińscy astronomowie w 1054 r. udokumentowali supernową SN 1054.
W 1055 r. cesarz poważnie zachorował i zaczął się martwić o sukcesję, gdyż jego synowie zmarli przedwcześnie. Za radą ministra władca przystał na sprowadzenie do pałacu dwóch młodszych męskich krewnych. Jednym z nich był Zhao Zhongshi, potem cesarz Yingzong, ostatecznie wybrany i desygnowany na księcia koronnego.
Renzong zmarł złożony chorobą w 1063 r., a jego następcą został Yingzong. Wielu ludzi go opłakiwało, włączając jego następcę na chińskim tronie. Żałobę obchodził po jego odejściu nawet cesarz Daozong z państwa Liao.

## Legenda
Według XIV-wiecznej klasycznej powieści chińskiej Opowieści znad brzegów rzek, okres pierwszych 27 lat panowania cesarza Renzonga znany był jako „Era Trzech Obfitości”. Potem nastąpiła jednak około 1048 r. wielka zaraza, która zdziesiątkowała populację. Ostatecznie jedynie modły kapłanów taoistycznej sekty Drogi Niebiańskich Manier miały przerwać plagę. Cesarski emisariusz, nierozważnie wysłany do taoistycznego klasztoru, wszedł do Sali Powstrzymania Demonów, wierząc, że opowieści o demonach były tylko oszustwem dla zwodzenia łatwowiernych ludzi.

## Rodzina
Małżonki i potomstwo:
- Cesarzowa Jing, z klanu Guo, (淨妃 郭氏; 1012–1035), imię osobiste Qingwu (清悟)

- Cesarzowa Cisheng, z klanu Cao(慈聖皇后 曹氏; 1016–1079)
- Cesarzowa Wencheng, z klanu Zhang (溫成皇后 張氏; 1024–1054)
  - Księżniczka Zhuanshun (莊順帝姬; 1040–1042), trzecia córka
  - Księżniczka Zhuanqi (莊齊帝姬; 1042–1043), czwarta córka
  - Księżniczka Zhuangshen (莊慎帝姬; 1044–1045), ósma córka
- Guifei, z klanu Miao, (昭節貴妃 苗氏; 1017–1086)
  - Księżniczka Zhuangxiao(inne języki) ((莊孝帝姬; 1038–1071), pierwsza córka
    - Poślubiła Li Weia ((李瑋; zm. 1086)

  - Zhao Xin, książę Yong (雍王 趙昕; 1039–1041), drugi syn
- Guifei, z klanu Zhou (昭淑貴妃 周氏; 1022–1114)
  - Księżniczka Lingde (令德帝姬; 1058–1142), dziesiąta córka
    - Poślubiła Qian Jingzhena z Wuyue, Księcia Xianning (吳越 錢景臻; 1043–1126) w 1067, mieli jednego syna

  - Księżniczka Yimu (懿穆帝姬; zm. 1112), dwunasta córka
    - Poślubiła Guo Xianqinga (郭獻卿) w 1082
- Guifei, z klanu Zhang (昭懿貴妃 張氏)
- Shufei, z klanu Dong (淑妃 董氏; zm. 1062)
  - Księżniczka Zhuangqi (莊齊帝姬; 1059–1067), dziewiąta córka
  - Księżniczka Xianyi (賢懿帝姬; 1059–1083), jedenasta córka
    - Poślubiła Cao Shi (曹詩) w 1076

  - Księżniczka Zhuangyan 莊儼帝姬; 1061), trzynasta córka
- Defei, z klanu Yu (德妃 兪氏), zm. 1064
  - Zhao Fang, książę Yang (楊王 趙昉; 1037), pierwszy syn
  - Księżniczka Zhuanghe (莊和帝姬, zm. 1042), druga córka
- Defei, z klanu Yang (德妃 楊氏; 1019–1073)
  - Księżniczka Zhuangxuan (莊宣帝姬; 1042), szósta córka
- Xianfei, z klanu Feng, (賢妃 馮氏)
  - Księżniczka Zhunagxi (莊禧帝姬; 1042–1043), piąta córka
  - Księżniczka Zhuangyi ((莊夷帝姬; zm. 1044), siódma córka
- Cairen, z klanu Zhu (才人 朱氏)
  - Zhao Xi, książę Jing (荊王 趙曦; 1041–1043)

## Kultura masowa
Rolę cesarza Renzonga odtworzył chiński aktor Wang Kai w serialu historycznym Serenade of Peaceful Joy (chiń. 清平乐; ; pinyin: Qīngpíng Yuè) z 2020 r., wcześniej znanym pod tytułem Held in the Lonely Castle.
Cesarza zagrał także chiński aktor Lu Fangsheng w serialu Oh My General (chiń. 将军在上, pinyin: Jiāngjūn zài shàng) z 2017 r.